# BORA-hansgrohe/2023
Deze pagina geeft een overzicht van de UCI World Tour wielerploeg BORA-hansgrohe in 2023.

## Algemeen
Algemeen manager: Ralph Denk
Teammanager: Rolf Aldag
Ploegleiders: Bernhard Eisel, Enrico Gasparotto, Jean-Pierre Heynderickx, Christian Pömer, Sylwester Szmyd, Torsten Schmidt, Hendrik Werner, Jens Zemke
Fietsmerk: De Rosa

## Renners
| Naam                  | Geboortedatum | Nationaliteit       | Ploeg 2022             |
| --------------------- | ------------- | ------------------- | ---------------------- |
| Giovanni Aleotti      | 25-05-1999    | Italië              |                        |
| Shane Archbold        | 02-02-1989    | Nieuw-Zeeland       |                        |
| Cesare Benedetti      | 03-08-1987    | Polen               |                        |
| Sam Bennett           | 16-10-1990    | Ierland             |                        |
| Emanuel Buchmann      | 18-11-1992    | Duitsland           |                        |
| Nico Denz             | 15-02-1994    | Duitsland           | Team DSM               |
| Matteo Fabbro         | 10-04-1995    | Italië              |                        |
| Patrick Gamper        | 18-02-1997    | Oostenrijk          |                        |
| Marco Haller          | 01-04-1991    | Oostenrijk          |                        |
| Sergio Higuita        | 01-08-1997    | Colombia            |                        |
| Jai Hindley           | 05-05-1996    | Australië           |                        |
| Bob Jungels           | 22-09-1992    | Luxemburg           | AG2R-Citroën           |
| Lennard Kämna         | 09-09-1996    | Duitsland           |                        |
| Jonas Koch            | 25-06-1993    | Duitsland           |                        |
| Patrick Konrad        | 13-10-1991    | Oostenrijk          |                        |
| Victor Koretzky       | 26-08-1994    | Frankrijk           | B&B Hotels-KTM         |
| Florian Lipowitz      | 21-09-2000    | Duitsland           | Tirol KTM Cycling Team |
| Luis-Joe Lührs        | 20-01-2003    | Duitsland           |                        |
| Jordi Meeus           | 01-07-1998    | België              |                        |
| Ryan Mullen           | 07-08-1994    | Ierland             |                        |
| Anton Palzer          | 11-03-1993    | Duitsland           |                        |
| Nils Politt           | 06-03-1994    | Duitsland           |                        |
| Maximilian Schachmann | 09-01-1994    | Duitsland           |                        |
| Ide Schelling         | 06-02-1998    | Nederland           |                        |
| Cian Uijtdebroeks     | 28-02-2003    | België              |                        |
| Danny van Poppel      | 26-07-1993    | Nederland           |                        |
| Aleksandr Vlasov      | 23-04-1996    | Rusland             |                        |
| Matthew Walls         | 20-04-1998    | Verenigd Koninkrijk |                        |
| Frederik Wandahl      | 09-05-2001    | Denemarken          |                        |
| Ben Zwiehoff          | 22-02-1994    | Duitsland           |                        |

### Vertrokken
| Naam                | Geboortedatum | Nationaliteit | Ploeg 2023              |
| ------------------- | ------------- | ------------- | ----------------------- |
| Felix Großschartner | 23-12-1993    | Oostenrijk    | UAE Team Emirates       |
| Wilco Kelderman     | 25-03-1991    | Nederland     | Jumbo-Visma             |
| Martin Laas         | 15-09-1993    | Estland       | Astana Qazaqstan        |
| Lukas Pöstlberger   | 10-02-1992    | Oostenrijk    | Team BikeExchange-Jayco |

## Overwinningen
| Nationale kampioenschappen wielrennen Duitsland - tijdrit: Nils Politt Duitsland - wegrit: Emanuel Buchmann Ierland - tijdrit: Ryan Mullen Oostenrijk - tijdrit: Patrick Gamper Ronde van San Juan 1e etappe: Sam Bennett Ronde van Oman Ploegenklassement: *1) Ronde van het Baskenland 2e etappe: Ide Schelling 5e etappe: Sergio Higuita Ronde van de Alpen 3e etappe Lennard Kämna Ploegenklassement *2) Ronde van Italië 12e etappe: Nico Denz 14e etappe: Nico Denz Circuit de Wallonie Jordi Meeus | Ronde van Keulen Danny van Poppel Ronde van Slovenië 3e etappe: Ide Schelling Puntenklassement: Ide Schelling Ronde van Frankrijk 5e etappe: Jai Hindley Sibiu Cycling Tour 1e etappe: Sam Bennett 3e etappe: Maximilian Schachmann 4e etappe (deel a): Sam Bennett Puntenklassement: Sam Bennett Ronde van Tsjechië 2e etappe: Florian Lipowitz Eindklassement: Florian Lipowitz Puntenklassement: Florian Lipowitz Ploegenklassement: *3) Ronde van Spanje 9e etappe: Lennard Kämna | Ronde van Groot-Brittannië 6e etappe: Danny van Poppel Ronde van Turkije 5e etappe: Nico Denz Ploegenklassement: *4) Ronde van Guangxi Bergklassement: Frederik Wandahl |

*1) Ploeg Ronde van Oman: Aleotti, Buchmann, Lipowitz, Schelling, Uijtdebroeks, Walls, Zwiehoff
*2) Ploeg Ronde van de Alpen: Fabbro, Kämna, Konrad, Lipowitz, Schachmann, Uijtdebroeks, Vlasov
*3) Ploeg Ronde van Tsjechië: Gamper, Koch, Lipowitz, Lührs, Palzer, Zwiehoff
*4) Ploeg Ronde van Turkije: Denz, Konrad, Lipowitz, Lührs, Palzer, Walls, Zwiehoff
2010 · 2011 · 2012 · 2013 · 2014 · 2015 · 2016 · 2017 · 2018 · 2019 · 2020 · 2021 · 2022 · 2023 · 2024 · 2025
AG2R-Citroën · Alpecin-Deceuninck · Astana Qazaqstan · Bahrain Victorious · BORA-hansgrohe · Cofidis · EF Education-EasyPost · Groupama-FDJ · INEOS Grenadiers · Intermarché-Circus-Wanty  · Jumbo-Visma · Movistar Team · Soudal-Quick Step · Team Arkéa Samsic · Team DSM · Team Jayco AlUla · Trek-Segafredo · UAE Team Emirates